# ミキティー本物
ミキティー本物（ミキティーほんもの、3月17日生）は、日本のアイドル、振付師。ゲイアイドルグループ「二丁目の魁カミングアウト」のメンバー（リーダー・プロデュース担当）である。

## 来歴
13歳でアイドルに憧れ、モーニング娘。をはじめとするアイドルの振りコピを始め、18歳でJ-POPイベント等でダンサーとしてショータイムを任されるようになる。振りコピのレパートリーは300曲以上。パートは芸名の由来となったミキティこと藤本美貴をはじめ、高橋愛・鞘師里保（モーニング娘。）、菅谷梨沙子（Berryz工房）、鈴木愛理（℃-ute）などグループのセンターを担当していた。
2011年3月、新宿二丁目でハロー!プロジェクトの振りコピをやっているときに、友人で当時つくばテレビのADであった鈴木美紗乃から、アップアップガールズ（仮）（当時アップフロントガールズ（仮）、以下「アプガ」）の冠番組を始めるので共演しないかというオファーに応じ、第1回放送（2011年4月）で仲間を誘いアプガとダンス対決を行った。同年5月1日、TOKYO FM HALLで行われた「アップフロントガールズ（仮）第2回公演」に再登場、このときにアプガとダンス対決を行ったメンバー5人で二丁ハロ（現・二丁目の魁カミングアウト）を結成。
二丁ハロの知名度を上げるため、振付師となることを思い付き、対バンで一緒になったBiSが「nerve」を歌っているのを見て、「絶対、この子たちは売れる!」と直感。振付師が付いていないと聞いたことから、自分に振り付けをやらせて欲しいとオファーした。2012年にリリースされたメジャーデビューシングル「PPCC」のカップリング曲「歩行者天国の雑踏で叫んでみたかったんだ」以降、解散までBiSの振り付けを担当。
BiSが解散した2014年、AKIBAカルチャーズ劇場の支配人となっていた鈴木から、鈴木がプロデュースするアイドルグループ・ハコイリ♡ムスメの振り付けを依頼される。アイドルとしては異端であったBiSから正統派のハコイリ♡ムスメまで幅広く対応できることが知られるようになり、以後数多くの振り付け依頼が舞い込むようになる。
二丁ハロが出演した「2014山中湖きらら祭り」をたまたま隣接地でライブを行っていた私立恵比寿中学の校長が見ており、それが縁で「ちちんぷい」（アルバム『金八』収録）の振り付けを担当。また、LADYBABYのデビュー曲「ニッポン饅頭」がYouTubeで1000万以上のPVを達成。
また、2015年にはAKIBAカルチャーズ劇場発の期間限定シャッフルユニット「オーガニック（本物）」をプロデュースした。

## エピソード
二丁ハロ結成前は、ゲイにモテるために坊主頭でヒゲを生やしており、当時の写真を見た竹中夏海は「今と比べて10歳くらい年取ってるみたい」と感想を述べている。振り付けする女の子に嫌われないような容姿を心がけた結果、昔恋愛していた男性から「気持ち悪い」と言われたと語っている。
2015年には、まぶたを二重にする整形手術を行い、キャッチフレーズが「腐ってもアイドル! アイプチでもアイドル!」から、「腐ってもアイドル! プチ整形でもアイドル!」に変更された。また、二丁ハロの時は直径14.5mm、それ以外の時は14mmの黒コンを着用。
振り付けを考える際には、前に振りを入れた曲を忘れるため、曲を聴きながら寝て夢の中で曲を覚えて、起きてから振りを入れるという。Maison book girlを担当したときには、サクライケンタの作る曲が変拍子のため頭がおかしくなったとのこと。

## 振付担当
- 二丁目の魁カミングアウト
- BiS（2012年 - 2014年〈第1期終了まで〉）
- ハコイリ♡ムスメ
- オーガニック（本物）
- 夏の魔物・ブラックDPG
- Maison book girl
- LADYBABY、The Idol Formerly Known As LADYBABY
- フィロソフィーのダンス
- Appare！（天晴れ！原宿）
- りんご娘
- iLiFE!

この他、私立恵比寿中学、プラニメ、BELLRING少女ハート、ゆるめるモ!、バンドじゃないもん!、いちごみるく色に染まりたい、drop、愛乙女★DOLL、ベッド・イン、ずんね from JC-WC（蒼波純、吉田凜音）、BiSH、SiAM&POPTUNe、寺嶋由芙等の楽曲も担当。

## 出演

### テレビ
- ハコイリ♡ムスメのハコから出てもいいですか?（アイドル専門チャンネルPigoo、2015年4月 - ）※コメンテイターとして出演
- musicる TV（テレビ朝日、2015年、2016年、2017年）※「愛踊祭〜あいどるまつり〜」審査員として出演
- 真夜中のニャーゴ（ホウドウキョク24、2015年10月26日）
- アイドル魂なだれ坂ロック!（テレビ東京、2016年3月16日、BSジャパン、2016年5月15日 - ）※MC
- シブヤノオト（NHK、2018年6月3日）※講師として出演

### 映画
- 劇場版BiSキャノンボール2014（2015年、スペースシャワーネットワーク）

### ミュージック・ビデオ
- パーリーピーポーエイリアン（アップアップガールズ（仮））[13]